# Granard
Granard (irl. Gránard) – miasto w hrabstwie Longford w Irlandii położone w dorzeczach rzek Shannon i Erne oraz przy skrzyżowaniu dróg N55 i R194. Liczba mieszkańców: 1021 (2011).